# Sulfolobaceae
Sulfolobaceae (лат.) — семейство архей из типа кренархеот (Crenarchaeota), единственное в порядке Sulfolobales. Первый представитель семейства был выделен Т. Броком из горячего источника в Йеллоустонском национальном парке. Первоначально он был назван Caldariella acidophila, однако сейчас этот вид известен как Sulfolobus acidocaldarius.

## Описание
Представители Sulfolobaceae — грамотрицательные кокки неправильной формы, подвижные или неподвижные, формируют клеточные скопления. У видов рода Sulfolobus размеры клеток составляют 0,5—1 мкм в диаметре. Клетки Metallosphaera prunae имеют диаметр около 1 мкм, Acidianus — до 1,5 мкм, Stygiolobus — 0,5—1,8 мкм, Sulfurisphaera — 0,5—1,8 мкм. Деление бинарное равное, может принимать вид почкования. Клетки окружены одним S-слоем гликопротеиновой природы и снабжены пилями. Кроме того, у представителей рода Sulfolobus наблюдается перитрихальное расположение жгутиков (жгутики архей ещё называют археллами).
Геном представителей семейства Sulfolobaceae представлен одной хромосомой длиной от 2 до 3,5 мегабаз (миллионов пар оснований). Для видов рода Sulfolobus (S. solfataricus, S. islandicus, S. acidocaldarius, S. tokodaii), видов рода Methanosphaera (M. sedula, M. yellowstonensis) и Acidianus brierleyi известны полные геномные последовательности.
Представители Sulfolobaceae являются факультативными хемолитотрофами. При росте на плотных средах они выпускают псевдоподии, которыми приклеиваются к кристаллам серы и пирита. Сера и пирит служат акцепторами электронов. Некоторые представители ассимилируют CO2 через цикл Ивенса — Бьюкенена — Эрнона (восстановительный цикл трикарбоновых кислот). Остальные используют сложные органические вещества и получают энергию при аэробном дыхании или брожении.
Представители семейства — аэробы, факультативные анаэробы или облигатные анаэробы. Термофилы или гипертермофилы, оптимальная температура для роста составляет 60—90 °С. Ацидофилы, оптимальный pH 2. Оптимальная солёность — 0,03 М NaCl.
Для достижения времени удвоения в 4,5 ч у Sulfolobus необходимо добавление в среду сахаров, триптона и других сложных органических соединений; рост на соединениях серы гораздо более медленный.
Известны конъюгативные плазмиды членов семейства, а также поражающие их вирусы, например, виды рода Sulfolobus могут поражаться вирусами семейств Fuselloviridae и Rudiviridae.
Некоторые виды семейства, например, Sulfolobus acidocaldarius и S. tokodaii, выделят сульфолобицины — особые белки, подавляющие рост других представителей Sulfolobaceae.

## Систематика
Анализ последовательностей генов 16S рРНК показал, что семейство Sulfolobaceae (единственное в порядке Sulfolobales) формируют отдельный кластер в классе Thermoprotei (единственному в типе кренархеот), отстоящий отдельно от других 4 порядков, наиболее близок к которому порядок Thermoproteales.

### Классификация
На июнь 2017 года в семейство включают 6 родов:
- Род Acidianus[англ.] Segerer et al. 1986 emend. Plumb et al. 2007 [syn. Desulfurolobus Zillig and Böck 1987] (4—9 видов, 1 кандидат в виды). Сферические клетки, растущие при 65—95 °С (оптимум — 90 °С). Характерен низкий GC-состав — 31 %. Факультативные анаэробы. Могут использовать S0 как при аэробном, так и при анаэробном метаболизме. В анаэробных условиях источником энергии служит H2, а продуктом реакции — H2S[21]. Представители рода обитают в горячих источниках по всему миру[22].
- Род Metallosphaera[англ.] Huber et al. 1989 (5—6 видов). Подвижные клетки, которые могут образовывать агрегаты. GC-состав 45 %. Аэроб, факультативный хемолитотроф. Обитает на сульфидных рудах, а также на элементарной сере. Может использовать пептон[12]. Представители рода были выделены из гидротермальных источников и водоёмов, а также рудников Италии, Германии, Китая и Японии[22].
- Род Stygiolobus[англ.] Segerer et al. 1991 (1 вид). Строгий аэроб, ацидофил, строгий хемолитотроф. Получает энергию при окислении молекулярного водорода серой до сероводорода[21]. GC-состав около 38 %[23]. Единственный вид рода (St. azoricus) был выделен из сольфатаровых полей (англ. solfataric fields) на Азорских островах[24].
- Род Sulfodiicoccus Sakai and Kurosawa 2017 (1 вид) — отсутствует в LPSN. Единственный вид Sulfodiicoccus acidiphilus был выделен из горячего источника в Японии[25].
- Род Sulfolobus[англ.] Brock et al. 1972typus (6—12 видов). Аэробные хемолитотрофы, растут при температуре до 90 °С и pH 1—5. Характерен низкий GC-состав — 37 %. Окисляют H2S до S0 и H2SO4, фиксируют углекислый газ как единственный источник углерода (хемолитоавтотрофы). Могут расти как органотрофы на пептоне и аминокислотах. При высоких температурах может окислять Fe2+ до Fe3+, что используется для выщелачивания[англ.] железных и медных руд. Вместо кислорода могут использовать MoO42− или Fe3+[21]. Типовой вид S. solfataricus был выделен из сольфатаровых полей в Италии. Остальные представители рода были выделены из горячих источников и кальдер Северной Америки, Японии, Исландии, Китая[16].
- Род Sulfurisphaera[англ.] Kurosawa et al. 1998 (1 вид). Факультативные анаэробы, аэробный рост происходит на сложных органических субстратах, а аэробный подразумевает использование S0 и H2 с образованием H2S. GC-состав 33 %[23]. Единственный вид рода Sulfurisphaera ohwakuensis был выделен из горячего источника в Японии[24].
- Род Sulfurococcus Golovacheva et al. 1995 (1 вид) — отсутствует в NCBI. Облигатные аэробы, окисляют S0 и сульфидные руды до серной кислоты. Все штаммы — факультативные гетеротрофы, характерен органотрофный рост на сложных органических субстратах и сахарах. GC-состав около 45 %[23]. Единственный вид S. yellowstonensis был выделен в геотермальном источнике в Йеллоустонском национальном парке (США) и в кратере вулкана Узон (Камчатка, Россия)[26].

### Филогения
Согласно анализу последовательностей генов 16S рРНК, семейство делится на шесть отдельных филогенетических групп, составляющих две ветви. Одна из ветвей образована двумя кластерами, соответствующим родам Metallosphaera и Acidianus. Вторая ветвь включает виды рода Sulfolobus: S. tokodaii и S. yangmingensis, а также вид Sulfurisphaera ohwakuensis, эти три вида формируют третью филогенетическую кладу. Четвёртая клада сформирована типовым видом рода Sulfolobus — S. acidocaldarius, а также видом Stygiolobus azoricus. В пятую кладу входят S. solfataricus и S. shibatae, по некоторым данным, в неё же входят виды S. islandicus и S. tengchongensis. В последнюю кладу входит только вид S. metallicus.

## Применение
Представители рода Sulfolobus — модельные организмы из числа архей. Они также могут иметь биотехнологическое значение благодаря простоте выращивания (аэробные гетеротрофы). Они также могут быть использованы для крупномасштабной ферментации, кроме того, известны их геномные последовательности и многие биохимические особенности.